# Peter Sesselmann (Jurist)
Peter Sesselmann († 1435 oder 1436) war kurfürstlicher Rat in Brandenburg und Domherr.

## Leben
Peter Sesselmann stammte aus Kulmbach in Franken. Er war wahrscheinlich mit dem kurfürstlichen Rat und Pfarrer Friedrich Sesselmann verwandt. Peter Sesselmann immatrikulierte sich 1412 und 1415 in Wien. Seit 1417 studierte er in Padua kanonisches Recht, in dem er 1421 zum Doktor promovierte.
1423/24 wurde er erstmals als Rat für Kurfürst Friedrich I. erwähnt, der ebenfalls aus Oberfranken stammte. In den folgenden Jahren war er als Gesandter und Entscheider in Rechtssachen für diesen tätig. Peter Sesselmann war Domherr im Stift Haug in Würzburg, in Ansbach und Bamberg.
Am 17. Juni 1435 wurde er letztmals erwähnt, am 6. Dezember 1436 war er verstorben. Der spätere Bischof und Kanzler Friedrich Sesselmann war wahrscheinlich sein Sohn oder Neffe.